# Karen Platou

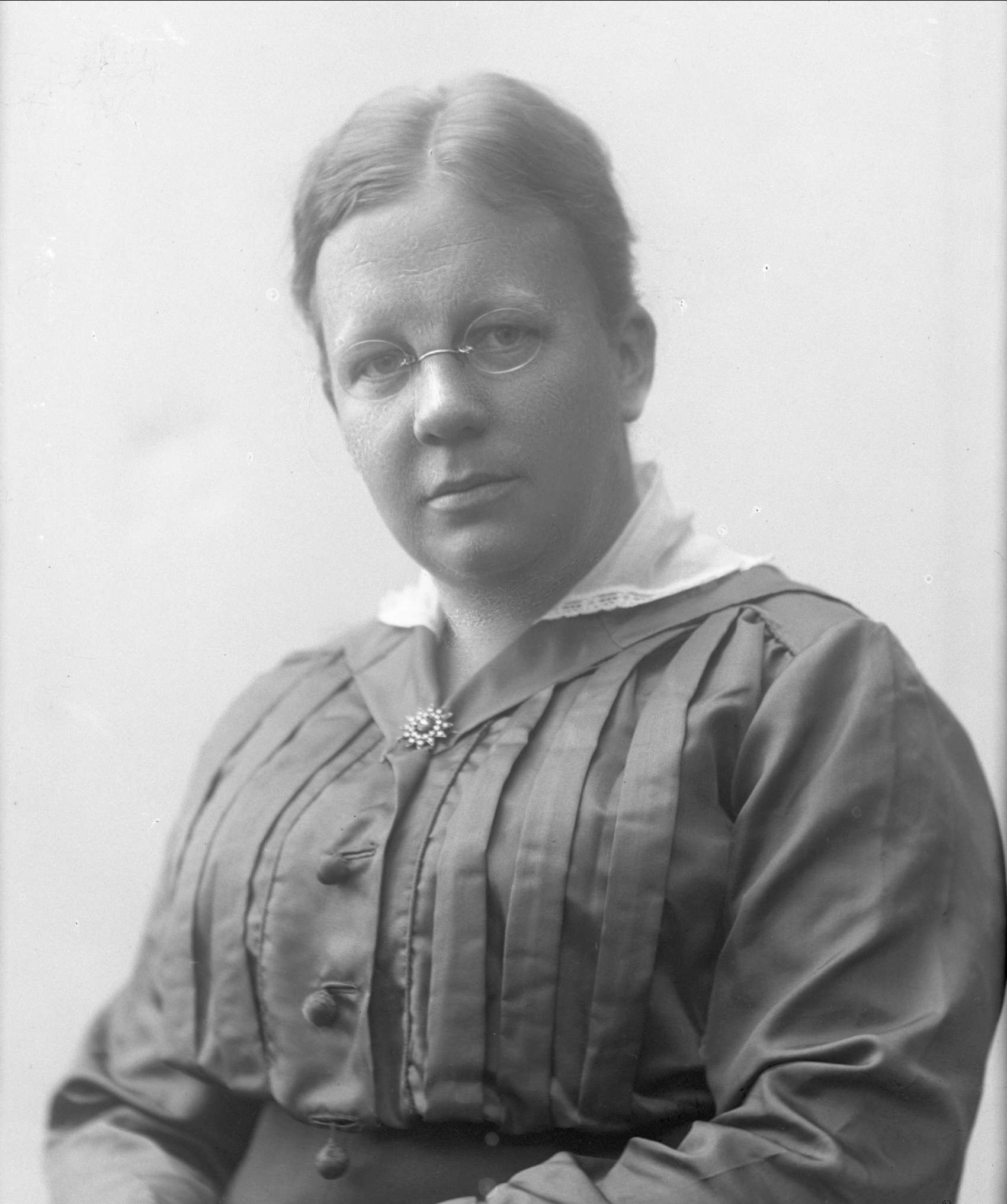
Karen Platou, 1918

Karen Platou (* 8. Juli 1879 in Mandal; † 10. Juni 1950 in Oslo) war eine norwegische Politikerin der konservativen Partei Høyre. Platou war die erste Frau, die direkt in das norwegische Nationalparlament gewählt wurde.

## Leben
Platou kam in Mandal in Vest-Agder zur Welt und wuchs in Kristiania (heute Oslo) auf. Ihre Familie gehörte dem ursprünglich aus Deutschland stammenden Geschlecht Platou an. Gegen Ende des 19. Jahrhunderts besuchte sie den Architekturzweig der königlichen Zeichenschule (Den kongelige Tegneskole). Platou war eine der ersten acht Architektinnen in Norwegen. Nach ihrer Ausbildung in Norwegen studierte sie an der Technischen Hochschule Hannover. Von 1903 bis 1914 arbeitete sie als Architektin in Hamburg. Dort gehörte sie zu den Mitgründerinnen von De norske damers hjelpeforening, einem Hilfsverein norwegischer Frauen.
Nach ihrer Zeit in Deutschland beendete Platou ihre Tätigkeit als Architektin und wurde Sekretärin der Organisation Hjemmenes Vel in Kristiania. Als Interessensorganisation besser situierter Hausfrauen war der Verein offiziell unpolitisch, aber im bürgerlichen Umfeld der Partei Høyre verankert. Zudem war sie von 1917 bis 1919 Stadträtin in Kristiania.

### Stortingsabgeordnete
Bei der Parlamentswahl im Jahr 1919 wurde sie im norwegischen Nationalparlament, dem Storting, sogenannte Vararepresentantin und damit Ersatzabgeordnete. Als solche kam Platou vom 21. Juni 1920 bis zum 21. Juni 1921 zum Einsatz, als ihr Parteikollege Otto Bahr Halvorsen als Ministerpräsident sein Mandat ruhen lassen musste. Während dieser Zeit saß sie im Lohnausschuss. Bei der Wahl für die Legislaturperiode 1922–24 wurde Platou direkt ins Storting gewählt. Sie zog im Wahlkreis Kristiania auf dem fünften Platz einer gemeinsamen Liste der beiden Parteien Høyre und Frisinnede Venstre ins Storting ein. Nachdem Anna Rogstad im Jahr 1911 als Ersatzabgeordnete die erste Frau im Storting war, wurde Platou durch ihre Wahl über zehn Jahre später die erste direkt gewählte Abgeordnete. Sie wurde Mitglied im Justizausschuss.
Medienberichte aus der Zeit fokussierten sich häufig auf die Tatsache, dass Platou eine Frau war. Platou selbst gab während ihrer Zeit im Storting an, dass sie Schwierigkeiten beim Durchsetzen ihrer Standpunkte habe, aber es ein Fortschritt sei, von anderen Abgeordneten zu Frauen- und Haushaltsthemen gefragt zu werden. Platou hatte während der Legislaturperiode insgesamt 57 Wortbeiträge. Bei der Wahl für die von 1925 bis 1927 andauernde Legislaturperiode trat sie erneut auf dem fünften Platz ihrer Wahlliste an. Sie verpasste den Wiedereinzug und wurde erneut Ersatzabgeordnete. In der Folge kam sie zu kürzeren Einsätzen und fünf Reden im Storting. Im Jahr 1927 kandidierte sie nicht erneut.

### Zeit nach der Politik
Nach ihrer Zeit im Storting war sie zunächst erneut für Hjemmenes Vel tätig. Im Jahr 1930 gründete sie einen eigenen Verlag und verlegte unter anderen Almanache und Kalender. Ab 1937 fungierte ihr Unternehmen auch als Agentur. Während der Zeit der deutschen Besetzung Norwegens war sie im Widerstand tätig. Nachdem die Aktivitäten ihrer Gruppierung aufgedeckt wurden, floh sie im Jahr 1943 nach Schweden. Während ihrer Zeit in Schweden hielt sie mehrere Vorträge, unter anderem über die Stellung der Frau in Norwegen. Nach dem Ende des Zweiten Weltkriegs kehrte sie zurück nach Norwegen. Sie starb im Juni 1950 im Alter von 70 Jahren in Oslo.

## Positionen
Platou gehörte zu den Initiatorinnen des Muttertags, der in Norwegen erstmals im Jahr 1918 begangen wurde. Während ihrer Zeit im Storting setzte sich Platou für verschiedene Themen ein. So war sie an Debatten im Architekturbereich, zu sozialen Fragen sowie zu Frauen- und Kinderrechten beteiligt. Sie stimmte wiederholt für Einsparungen bei den öffentlichen Ausgaben, unter anderem im Jahr 1924, als Schulmaterialien wieder kostenpflichtig wurden.

## Ehrungen
Im Osloer Stadtteil Stovner wurde im Jahr 1968 der Karen Platous vei nach ihr benannt. Am 11. Januar 2022, genau 100 Jahre nach ihrem ersten Tag als direkt gewählte Abgeordnete, wurde in der Galerie des Stortings ein Porträt von Karen Platou enthüllt.